# 동적 적재
동적 적재(dynamic loading) 또는 동적 링크(dynamic linking)은 컴퓨터 프로그램이 메모리로 라이브러리 또는 다른 프로그램을 적재/링크하는 방식으로, CPU의 메모리 사용량을 줄이기 위해 일부 라이브러리 코드의 적재/링크를 미뤄둔다. 미뤄진 라이브러리 코드는 생성된 실행 파일에 포함되지 않으며, 동적 링크 라이브러리(.dll)에 저장된다. 또한 이는 프로그램 실행 도중 필요시, CPU의 호출에 의해 링크, 적재된다.

## C/C++

### 요약
| 이름                 | 표준 POSIX/UNIX API                      | 마이크로소프트 윈도우 API |
| -------------------- | ---------------------------------------- | ------------------------- |
| 헤더 파일 포함       | #include <dlfcn.h>                       | #include <windows.h>      |
| 헤더를 위한 정의     | dl (libdl.so, libdl.dylib 등. OS에 따라) | kernel32.dll              |
| 라이브러리 로드      | dlopen                                   | LoadLibrary LoadLibraryEx |
| 내용 추출            | dlsym                                    | GetProcAddress            |
| 라이브러리 로드 해제 | dlclose                                  | FreeLibrary               |

## 자바
자바 프로그래밍 언어에서 클래스는 ClassLoader 오브젝트를 사용하여 동적 로드가 가능하다. 이를테면:
```
Class
 
type
 
=
 
ClassLoader
.
getSystemClassLoader
().
loadClass
(
name
);

Object
 
obj
 
=
 
type
.
newInstance
();

```

Reflection 매커니즘은 또한 이미 클래스가 로드된 것이 아니라면 클래스를 로드할 수단을 제공한다. 현재 클래스의 클래스로더를 사용한다:
```
Class
 
type
 
=
 
Class
.
forName
(
name
);

Object
 
obj
 
=
 
type
.
newInstance
();

```

## 같이 보기
- DLL 지옥
- 동적 디스패치
- 동적 링커
- 동적 링크 라이브러리
- GNU 링커
- 지연된 로딩
- 라이브러리 (컴퓨팅)
- 링커 (컴퓨팅)
- 로더 (컴퓨팅)
- 정적 라이브러리
- 종료 후 상주 프로그램